# Grande moschea di Diyarbakır

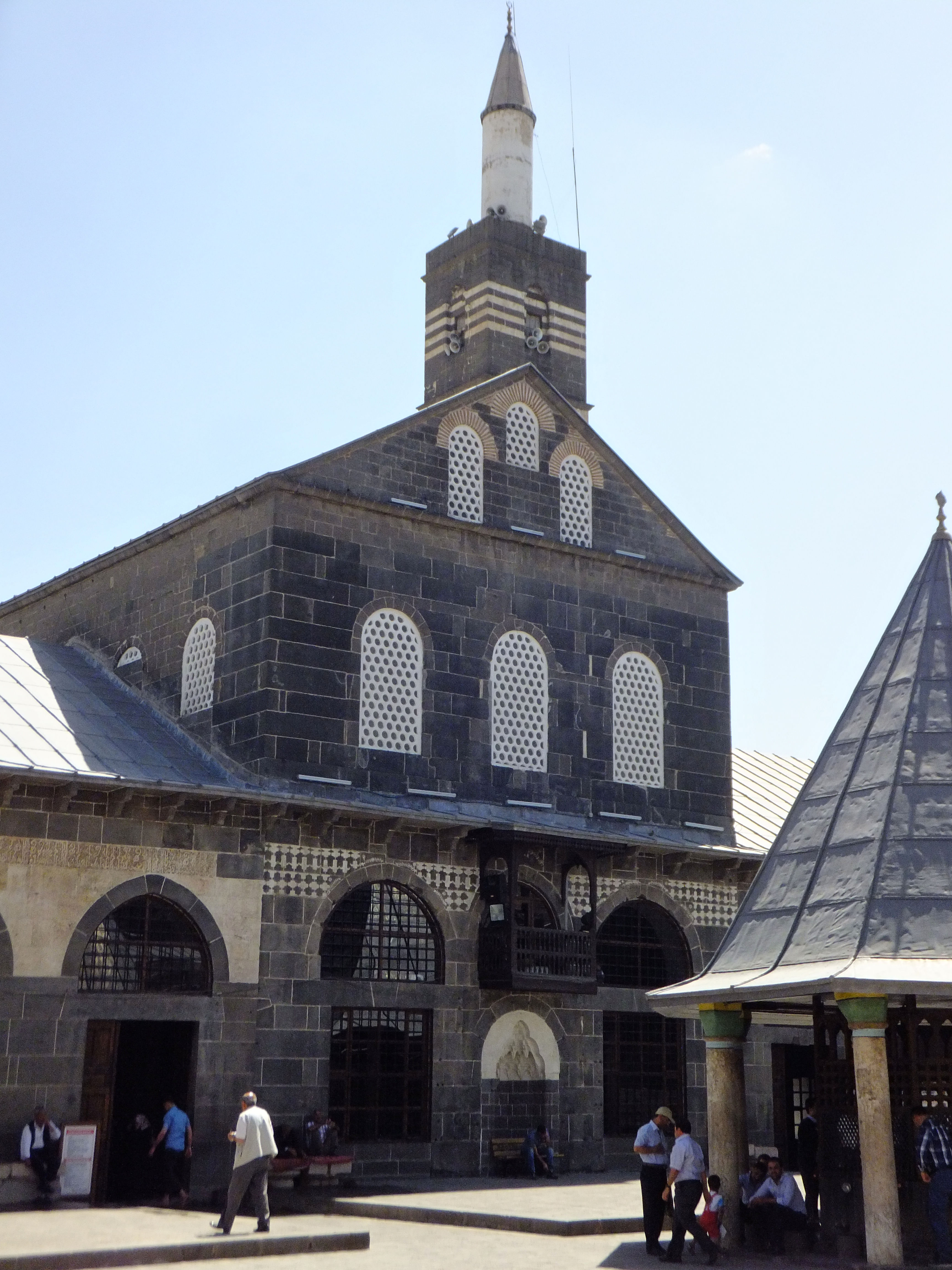
Cortile interno della Grande Moschea di Diyarbakır

La Grande Moschea di Diyarbakır (in turco Diyarbakır Ulu Camii) a Diyarbakır, in Turchia, è la moschea del venerdì della città sudorientale anatolica e un importante edificio sacro dell'architettura selgiuchide. È una delle moschee più antiche della Mesopotamia.

## Storia
Diyarbakır era già stata conquistata dagli arabi nel 639 durante l'espansione islamica, che trasformarono la chiesa cristiana di San Tommaso in moschea. Già nel 770 si ha testimonianza di un uso congiunto dell'edificio da parte di cristiani e musulmani. Nel 1091, il sultano Malik Shah incaricò il governatore locale di costruire una nuova moschea in questo sito. Nel suo stato attuale, la moschea fu costruita nel 1091 dal sultano selgiuchide Malik Shah. Il progetto dell'edificio presenta analogie con la moschea omayyade di Damasco.
Nel 1092 la costruzione fu completata. Qualche anno prima, Malik Shah aveva ordinato anche la ricostruzione della cupola della moschea omayyade di Damasco. Gli influssi dell'architettura siriana raggiunsero probabilmente in questo modo l'Anatolia sud-orientale. La facciata occidentale, dopo essere stata distrutta da un terremoto e da un incendio nel 1115, fu ricostruita tra il 1117 e il 1125.

## Descrizione

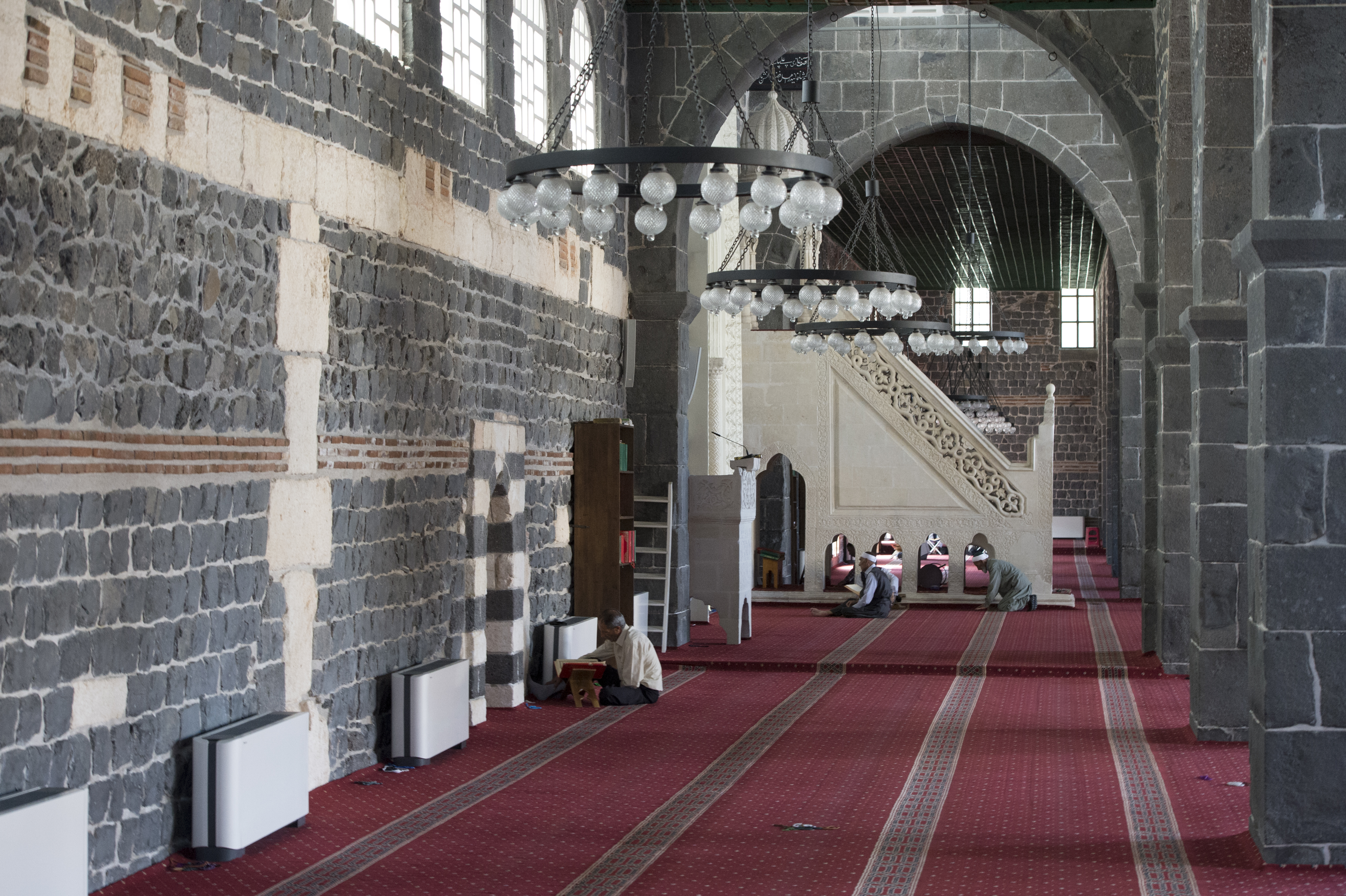
Veduta dell'interno

Il complesso della moschea, costruito in pietra basaltica nera locale, è disposto intorno a un cortile di 63 x 30 metri. Sui lati est, sud e ovest si trovano file di colonnati a due piani, mentre i colonnati sul lato nord sono alti solo un piano. La facciata occidentale presenta spolia romani di un teatro romano come decorazione dell'edificio. L'architetto responsabile della ricostruzione fu Hibat Allah al-Jurjani (al-Ğurğānī), che costruì anche il minareto quadrato sopra il muro della qibla. Due medrase, la Mesudiye Medresesi (1193) e, non collegata al cortile, la Zinciriye Medresesi (1189) fanno parte del complesso di edifici. Al centro del cortile si trova un Şadırvan di epoca ottomana (1849). Le iscrizioni dell'edificio in calligrafia araba documentano i cambiamenti della storia dell'edificio. Uno dei primi esempi di arco interrotto si trova nell'arcata ovest del cortile. Nel portale d'ingresso della sala di preghiera si trovano rilievi che raffigurano due leoni che attaccano due tori. La sala di preghiera a tre navate si estende per tutta la larghezza della facciata sud e del cortile; è larga circa il doppio della sua profondità. Il tetto della sala principale è costituito da travi di legno sostenute da file di pilastri rettangolari in pietra. La sala di preghiera in sé sembra una versione più semplice della sala della moschea omayyade, con gli stessi tetti a capanna e una navata longitudinale (transetto), ma senza cupola. La sala è separata dal cortile da un alto muro con sedici portali riccamente decorati.